# 혈통등록
혈통등록은 말의 등록중에서 가장 기본적인 등록으로써 예비 경주말이나 예비 번식말에 적용되는데 말의 개체식별, 혈통, 생산자·소유자의 변동 및 번식 성적 등을 공부(公簿; 관청이나 관공서에서 법규에 따라 작성·비치하는 장부)에 등재하는 것을 말한다.
대한민국은 지난 1993년 4월 8일 축산법 시행규칙에 의거하여, 한국마사회를 말 등록 기관으로 승인하고 이를 고시함으로써 경마 역사상 최초로 한국의 경주마도 호적을 가질 수 있게 되었다. 이러한 등록 제도는 개인 마주제와 더불어 경마의 국제 교류도 가능하게 되었다.
- 대상: 예비 경주말 및 예비 번식말
- 주요증명 및 관리사항

1. 개체식별
2. 가계계보(혈통)
3. 생산자 및 소유자
4. 출생 이력사항 등

- 말의 등록은 혈통등록, 번식등록, 경주등록의 세 가지로 구분된다. 
  - 혈통등록: 위에서 언급
  - 번식등록은 번식용종마의 종부(교배), 임신, 출산 등 일체의 번식활동을 관리한다.
  - 경주등록은 경마용 말에 적용되며 경주성적과 경주마명 등을 관장한다.